# Adab (género literario)

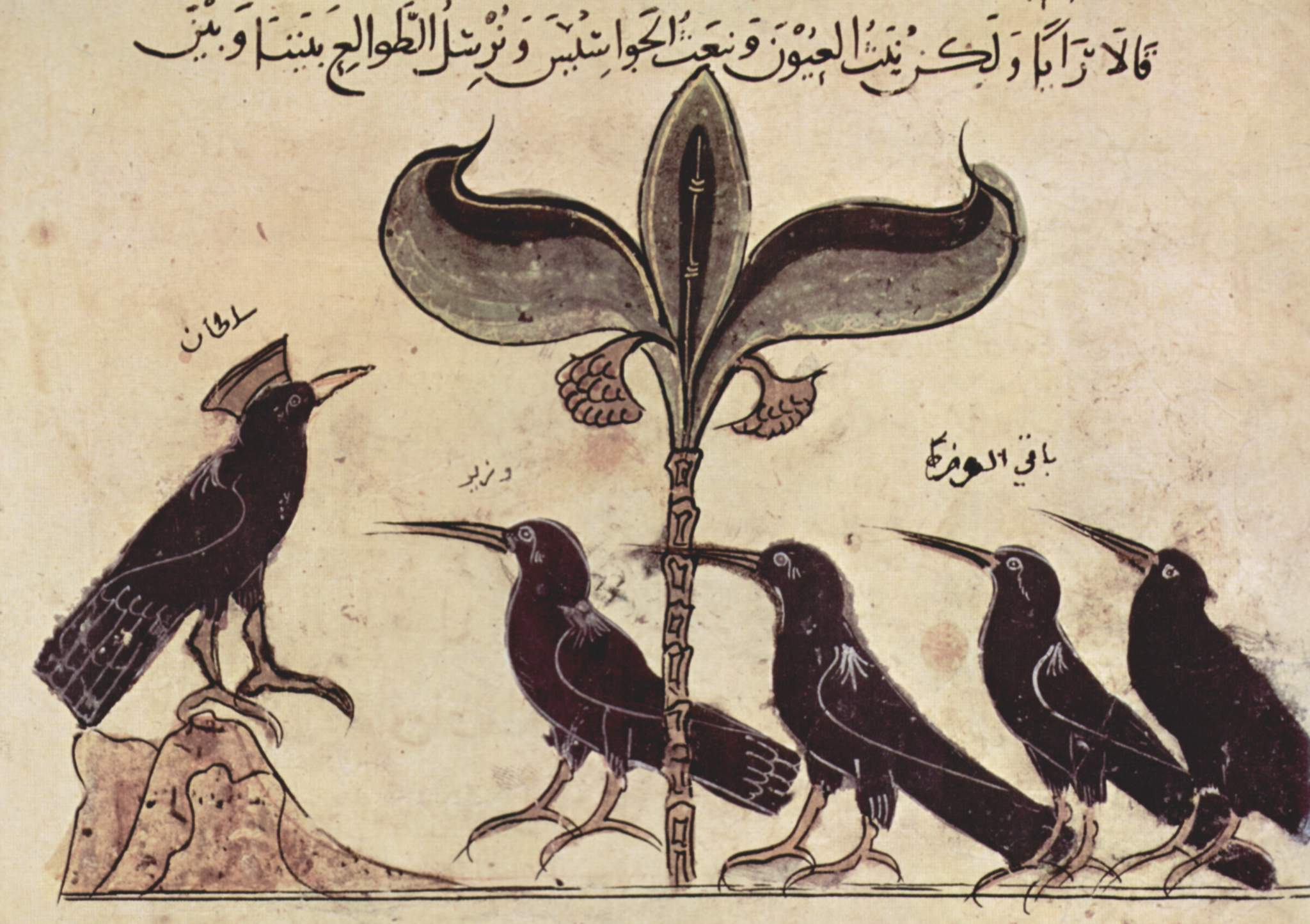
El Rey de los cuervos conversando con sus consejeros. Manuscrito árabe de Kalila wa dimna (1210).

El adab es un género literario musulmán que reúne todo tipo de conocimientos con un fin educativo y ejemplarizante.

## Concepto
Con el precedente desconocido del sebayt en el antiguo Egipto, no es exactamente un ensayo, a pesar de su libertad temática; a lo que más se parece es al género del espejo o instrucción de príncipes cristiano, pero en realidad es una especie de programa de capacitación administrativa para la arta jerarquía y por eso ocupan un gran lugar en este tipo de libros las materias prácticas y económicas: asuntos tributarios, tesorería, contabilidad... También la administración de la justicia y la política, pero no exclusivamente.

## Subgéneros
Se pueden clasificar según el rango de la persona a que se dirigen y a la cual se adaptan: reyes, gobernadores o secretarios. En el primer rango pueden señalarse, de Nizam al Mulk, El libro del gobierno (reglas para los reyes), El libro de los consejos para los reyes de Algacel y el Qabus nama de Kai Kaus, traducible literalmente como El libro de Qabus, que era el nombre del padre de Kai Kaus. En el segundo, la carta de Tahir Taifur incluida en su obra El libro de Bagdad y El libro de los visires y de los gobernadores de Sari Mehemad Pasha. Finalmente, el tercero comprende la carta de Abdel Amid a sus secretarios

## Historia
Los primeros exponentes del género fueron persas. Ibn al-Muqaffa introdujo los espejos de príncipes en el mundo musulmán en el siglo VIII gracias a su traducción de varias obras de esa naturaleza desde el pahlavi; la palabra que los designó en árabe fue adab. A Al-Jahiz se le atribuye El libro de la corona (Kitab al tay), dedicado al emir Ibn Khagan. Abú Yusuf da una orientación más económica a su Libro del impuesto territorial (Kitab al Kharaj), dedicado al famoso califa Harún al-Rashid. Uno de los más tardíos es el Alfajri del Ibn al Taqtiqa (1302). En España escribió su Lámpara de príncipes Al-Turtusí (1059-1131).